# Sander Gillé
Sander Gillé (* 15. ledna 1991 Hasselt) je belgický profesionální tenista, deblový specialista. Na grandslamu podlehl s krajanem Joranem Vliegen ve finále čtyřhry French Open 2023 chorvatsko-americkému páru Ivan Dodig a Austin Krajicek. Ve své dosavadní kariéře na okruhu ATP Tour vyhrál osm deblových turnajů včetně Monte-Carlo Masters 2024. Na challengerech ATP a okruhu ITF získal jeden titul ve dvouhře a čtyřicet ve čtyřhře.
Na žebříčku ATP byl ve dvouhře nejvýše klasifikován v prosinci 2018 na 574. místě a ve čtyřhře pak v září 2023 na 18. místě. Trénuje ho Marco Kroes.
V belgickém daviscupovém týmu debutoval v roce 2018 čtvrtfinálem Světové skupiny proti Spojeným státům, v němž prohrál po boku Vliegena čtyřhru s párem Ryan Harrison a Jack Sock. Američané zvítězili 4:0 na zápasy. V kvalifikačním kole 2019 proti Brazílii pak se stejným partnerem porazili favorizovanou dvojici Melo a Soares, čímž přispěli k postupu Belgičanů do úvodního ročníku finálového turnaje Davis Cupu. V něm belgický výběr obsadil druhé místo základní skupiny D. Do září 2025 v soutěži nastoupil k sedmnácti mezistátním utkáním s bilancí 0–0 ve dvouhře a 9–8 ve čtyřhře.
V letech 2008–2012 vystudoval obchod na East Tennessee State University, kde hrál univerzitní tenis.

## Tenisová kariéra
V rámci událostí okruhu ITF debutoval během června 2010 v nizozemském Rotterdamu po zvládnutí kvalifikace. V první fázi dvouhry jej však vyřadil krajan z šesté světové stovky Yannick Vandenbulcke. Premiérovou čtyřhru ITF odehrál v červnu 2011, když ve venezuelském Maracaibu zasáhl do soutěže s Venezuelanem Jesúsem Bandresem. V úvodním kole podlehli Kolumbijcům Felipemu Escobarovi s Felipem Mantillou. Debutovou trofej z challengerů si odvezl ze srpnového STRABAG Challenger Open 2016 v Trnavě. Ve finále čtyřhry přehrál s krajanem Joranem Vliegenem polsko-českou dvojici Tomasz Bednarek a Roman Jebavý. Průnik mezi sto nejlepších deblistů světa zaznamenal 29. ledna 2018 po titulu na rennském challengeru. Na žebříčku ATP se posunul ze 111. na 94. příčku.
Debut v hlavní soutěži nejvyšší grandslamové kategorie zaznamenal v mužském deblu Wimbledonu 2019. Do turnaje nastoupil se stabilním spoluhráčem Vliegenem. Ve druhém kole však nenašli recept na brazilsko-indický pár Marcelo Demoliner a Divij Šaran.
Do premiérového finále na okruhu ATP Tour postoupil s Vliegenem ve čtyřhře Swedish Open 2019 v Båstadu po vyřazení turnajových jedniček Jebavého s Middelkoopem. Trofej pak získali výhrou nad třetími nasazenými Argentinci Federicem Delbonisem a Horaciem Zeballosem. Do turnaje zasáhl z pozice sedmdesátého šestého hráče deblového žebříčku. Následující týden si Belgičané odvezli titul ze Swiss Open Gstaad 2019, kde v závěrečném duelu porazili rakousko-slovenské turnajové jedničky Philippa Oswalda s Filipem Poláškem. Ve třetím finále v rozmezí čtrnácti dnů jim na Generali Open Kitzbühel 2019 oplatili týden starou porážku stejní fináloví soupeři Oswald s Poláškem. Třetí sezónní i kariérní triumf pak přidali na zářijovém Zhuhai Championships 2019 v Ču-chaji. V boji o titul přehráli brazilsko-nizozemskou dvojici Marcelo Demoliner a Matwé Middelkoop po dvou zvládnutých tiebreacích.

## Finále na Grand Slamu

### Mužská čtyřhra: 1 (0–1)
| Stav      | rok  | turnaj      | povrch | spoluhráč     | soupeři ve finále          | výsledek |
| --------- | ---- | ----------- | ------ | ------------- | -------------------------- | -------- |
| Finalista | 2023 | French Open | antuka | Joran Vliegen | Ivan Dodig Austin Krajicek | 3–6, 1–6 |

## Finále na okruhu ATP Tour

### Čtyřhra: 15 (8–7)
| Legenda                     |
| --------------------------- |
| Grand Slam (0–1)            |
| Turnaj mistrů (0)           |
| ATP Tour Masters 1000 (1–0) |
| ATP Tour 500 (0–1)          |
| ATP Tour 250 (7–5)          |

| Stav      | č. | datum             | turnaj                      | kategorie  | povrch    | spoluhráč     | soupeři ve finále                    | výsledek              |
| --------- | -- | ----------------- | --------------------------- | ---------- | --------- | ------------- | ------------------------------------ | --------------------- |
| Vítěz     | 1. | 21. července 2019 | Båstad, Švédsko             | ATP 250    | antuka    | Joran Vliegen | Federico Delbonis Horacio Zeballos   | 6–7(5–7), 7–5, [10–5] |
| Vítěz     | 2. | 28. července 2019 | Gstaad, Švýcarsko           | ATP 250    | antuka    | Joran Vliegen | Philipp Oswald Filip Polášek         | 6–4, 6–3              |
| Finalista | 1. | 4. srpna 2019     | Kitzbühel, Rakousko         | ATP 250    | antuka    | Joran Vliegen | Philipp Oswald Filip Polášek         | 4–6, 4–6              |
| Vítěz     | 3. | 29. září 2019     | Ču-chaj, Čína               | ATP 250    | tvrdý     | Joran Vliegen | Marcelo Demoliner Matwé Middelkoop   | 7–6(7–2), 7–6(7–4)    |
| Vítěz     | 4. | 1. listopadu 2020 | Nur-Sultan, Kazachstán      | ATP 250    | tvrdý (h) | Joran Vliegen | Max Purcell Luke Saville             | 7–5, 6–3              |
| Vítěz     | 5. | 28. února 2021    | Singapur                    | ATP 250    | tvrdý (h) | Joran Vliegen | Matthew Ebden John-Patrick Smith     | 6–2, 6–3              |
| Finalista | 2. | 2. května 2021    | Mnichov, Německo            | ATP 250    | antuka    | Joran Vliegen | Wesley Koolhof Kevin Krawietz        | 6–4, 4–6, [5–10]      |
| Vítěz     | 6. | leden 2023        | Puné, Indie                 | ATP 250    | tvrdý     | Joran Vliegen | Sriram Baladži Džívan Nedunčežijan   | 6–4, 6–4              |
| Vítěz     | 7. | duben 2023        | Estoril, Portugalsko        | ATP 250    | antuka    | Joran Vliegen | Nikola Ćaćić Miomir Kecmanović       | 6–3, 6–4              |
| Finalista | 3. | 10. června 2023   | French Open, Paříž, Francie | Grand Slam | antuka    | Joran Vliegen | Ivan Dodig Austin Krajicek           | 3–6, 1–6              |
| Finalista | 4. | červenec 2023     | Hamburk, Německo            | ATP 500    | antuka    | Joran Vliegen | Tim Pütz Kevin Krawietz              | 6–7(4–7), 3–6         |
| Finalista | 5. | leden 2024        | Hongkong, Čína              | ATP 250    | tvrdý     | Joran Vliegen | Marcelo Arévalo Mate Pavić           | 6–7(3–7), 4–6         |
| Vítěz     | 8. | duben 2024        | Monte-Carlo, Monako         | ATP 1000   | antuka    | Joran Vliegen | Marcelo Melo Alexander Zverev        | 5–7, 6–3, [10–5]      |
| Finalista | 6. | únor 2025         | Rotterdam, Nizozemsko       | ATP 500    | tvrdý (h) | Jan Zieliński | Simone Bolelli Andrea Vavassori      | 2–6, 6–4, [6–10]      |
| Finalista | 7. | únor 2025         | Marseille, Francie          | ATP 250    | tvrdý (h) | Jan Zieliński | Benjamin Bonzi Pierre-Hugues Herbert | 3–6, 4–6              |

## Tituly na challengerech ATP a okruhu Futures
| Legenda                 |
| ----------------------- |
| Challengery (0 D; 14 Č) |
| Futures (1 D; 26 Č)     |

### Dvouhra (1 titul)
| Č. | datum       | turnaj            | povrch | poražený finalista | výsledek      |
| -- | ----------- | ----------------- | ------ | ------------------ | ------------- |
| 1. | květen 2016 | Čerkasy, Ukrajina | antuka | Vladyslav Manafov  | 6–4, 3–6, 6–4 |

### Čtyřhra (40 titulů)
| Č.  | datum         | turnaj                        | povrch      | spoluhráč        | poražení finalisté                      | výsledek                    |
| --- | ------------- | ----------------------------- | ----------- | ---------------- | --------------------------------------- | --------------------------- |
| 1.  | červenec 2013 | Knokke, Belgie                | antuka      | Maxime Braeckman | Joris De Loore Juan Carlos Sáez         | 6–2, 5–7, [10–6]            |
| 2.  | srpen 2013    | Eupen, Belgie                 | antuka      | Joran Vliegen    | Gustavo Gómez Buyatti Antoine Hoang     | 6–3, 6–3                    |
| 3.  | listopad 2013 | Nikósie, Kypr                 | tvrdý       | Matthieu Roy     | Erik Crepaldi André Gaspar Murta        | 6–1, 6–3                    |
| 4.  | červenec 2014 | Heist, Belgie                 | antuka      | Julien Cagnina   | Jevgenij Karlovskij Tom Schönenberg     | 6–4, 7–5                    |
| 5.  | srpen 2014    | Koksijde, Belgie              | antuka      | Joran Vliegen    | Jake Eames David Pérez Sanz             | 3–6, 6–3, [12–10]           |
| 6.  | prosinec 2014 | Šarm aš-Šajch, Egypt          | tvrdý       | Germain Gigounon | Pascal Brunner Janez Semrajc            | 1–6, 6–1, [10–8]            |
| 7.  | červen 2015   | Damme, Belgie                 | antuka      | Joran Vliegen    | Antoine Hoang Ugo Nastasi               | 6–2, 6–3                    |
| 8.  | červenec 2015 | Duinbergen, Belgie            | antuka      | Joran Vliegen    | Julien Cagnina Jonas Merckx             | 6–7(5–7), 6–4, [10–6]       |
| 9.  | srpen 2015    | Koksijde, Belgie              | antuka      | Joran Vliegen    | Evan Hoyt Toby Martin                   | 6–2, 6–1                    |
| 10. | srpen 2015    | Jupille-sur-Meuse, Belgie     | antuka      | Joran Vliegen    | Evan Hoyt Toby Martin                   | 6–1, 6–4                    |
| 11. | říjen 2015    | Oslo, Norsko                  | tvrdý (h)   | Joran Vliegen    | Ivan Sabanov Matej Sabanov              | 6–7(4–7), 7–6(7–5), [10–8]  |
| 12. | listopad 2015 | Oslo, Norsko                  | tvrdý (h)   | Joran Vliegen    | Ivan Sabanov Matej Sabanov              | 7–6(7–3), 6–1               |
| 13. | prosinec 2015 | Ramat Gan, Izrael             | tvrdý       | Michael Geerts   | Jannaj Barkaj Daniel Dudočkin           | 6–2, 6–1                    |
| 14. | prosinec 2015 | Ramat Gan, Izrael             | tvrdý       | Julien Dubail    | George Botezan Mor Bulis                | 6–3, 4–6, [10–4]            |
| 15. | leden 2016    | Bressuire, Francie            | tvrdý (h)   | Joran Vliegen    | Benjamin Bonzi Grégoire Jacq            | 7–6(7–1), 7–5               |
| 16. | leden 2016    | Veigy-Foncenex, Francie       | koberec (h) | Joran Vliegen    | Scott Clayton Richard Gabb              | 6–7(4–7), 7–6(8–6), [10–7]  |
| 17. | březen 2016   | Šarm aš-Šajch, Egypt          | tvrdý       | Joran Vliegen    | Tom Schönenberg Matthias Wunner         | 6–3, 7–6(7–2)               |
| 18. | duben 2016    | Buchara, Uzbekistán           | tvrdý       | Joran Vliegen    | Jevgenij Jelistratov Vitalij Kozjukov   | 6–4, 6–3                    |
| 19. | květen 2016   | Čerkasy, Ukrajina             | antuka      | Joran Vliegen    | Antoine Bellier Vladyslav Manafov       | 6–3, 4–6, [11–9]            |
| 20. | červen 2016   | Havré, Belgie                 | antuka      | Joran Vliegen    | Adam Taylor Jason Taylor                | 6–2, 6–4                    |
| 21. | červenec 2016 | Nieuwpoort, Belgie            | antuka      | Joran Vliegen    | Stijn Meulemans Laurens Verboven        | 6–2, 6–3                    |
| 22. | červenec 2016 | Knokke, Belgie                | antuka      | Joran Vliegen    | Hunter Johnson Yates Johnson            | 6–4, 6–4                    |
| 23. | červenec 2016 | Duinbergen, Belgie            | antuka      | Joran Vliegen    | Michael Geerts Jeroen Vanneste          | 6–7(4–7), 6–3, [10–4]       |
| 24. | srpen 2016    | Tanger, Maroko                | antuka      | Antoine Hoang    | Gianni Mina Alexandre Müller            | 6–4, 7–6(9–7)               |
| 25. | srpen 2016    | Trnava, Slovensko             | antuka      | Joran Vliegen    | Tomasz Bednarek Roman Jebavý            | 6–2, 7–5                    |
| 26. | květen 2017   | Neapol, Itálie                | antuka      | Joran Vliegen    | Antal van der Duim Boy Westerhof        | 6–4, 6–2                    |
| 27. | květen 2017   | Bukurešť, Rumunsko            | antuka      | Joran Vliegen    | Andrei Ștefan Apostol Nicolae Frunză    | 7–6(7–5), 6–2               |
| 28. | červen 2017   | Lyon, Francoe                 | antuka      | Joran Vliegen    | Gero Kretschmer Alexander Satschko      | 6–7(2–7), 7–6(7–2), [14–12] |
| 29. | červen 2017   | Blois, Francie                | antuka      | Joran Vliegen    | Máximo González Fabrício Neis           | 3–6, 6–3, [10–7]            |
| 30. | červenec 2017 | Scheveningen, Nizozemsko      | antuka      | Joran Vliegen    | Jozef Kovalík Stefanos Tsitsipas        | 6–2, 4–6, [12–10]           |
| 31. | červenec 2017 | Tampere, Finsko               | antuka      | Joran Vliegen    | Lucas Gómez Juan Ignacio Londero        | 6–2, 6–7(5–7), [10–3]       |
| 32. | listopad 2017 | Brescia, Itálie               | tvrdý (h)   | Sander Arends    | Luca Margaroli Tristan-Samuel Weissborn | 6–2, 6–3                    |
| 33. | leden 2018    | Rennes, Francie               | tvrdý (h)   | Joran Vliegen    | Sander Arends Antonio Šančić            | 6–3, 6–7(1–7), [10–7]       |
| 34. | červenec 2018 | Praha, Česko                  | antuka      | Joran Vliegen    | Fernando Romboli David Vega Hernández   | 6–4, 6–2                    |
| 35. | srpen 2018    | Liberec, Česko                | antuka      | Joran Vliegen    | Filip Polášek Patrik Rikl               | 6–3, 6–4                    |
| 36. | srpen 2018    | Pullach, Německo              | antuka      | Joran Vliegen    | Daniele Bracciali Simone Bolelli        | 6–2, 6–2                    |
| 37. | říjen 2018    | Ortisei, Itálie               | tvrdý (h)   | Joran Vliegen    | Purav Radža Antonio Šančić              | 3–6, 6–3, [10–3]            |
| 38. | říjen 2018    | Brest, Francie                | tvrdý (h)   | Joran Vliegen    | Leander Paes Miguel Ángel Reyes-Varela  | 3–6, 6–4, [10–2]            |
| 39. | listopad 2018 | Mouilleron-le-Captif, Francie | tvrdý (h)   | Joran Vliegen    | Romain Arneodo Quentin Halys            | 6–3, 4–6, [10–2]            |
| 40. | červen 2019   | Bratislava, Slovensko         | antuka      | Joran Vliegen    | Lukáš Klein Alex Molčan                 | 6–2, 7–5                    |